# Ludwina (gromada)
Ludwina (do 31 XII 1959 Dobranadzieja) – dawna gromada, czyli najmniejsza jednostka podziału terytorialnego Polskiej Rzeczypospolitej Ludowej w latach 1954–1972.
Gromady, z gromadzkimi radami narodowymi (GRN) jako organami władzy najniższego stopnia na wsi, funkcjonowały od reformy reorganizującej administrację wiejską przeprowadzonej jesienią 1954 do momentu ich zniesienia z dniem 1 stycznia 1973, tym samym wypierając organizację gminną w latach 1954–1972.
Gromadę Ludwina z siedzibą GRN w Ludwinie utworzono 1 stycznia 1960 w powiecie pleszewskim w woj. poznańskim w związku z przeniesieniem siedziby GRN gromady Dobranadzieja z Dobrejnadziei do Ludwiny i zmianą nazwy jednostki na gromada Ludwina. Równocześnie do nowo utworzonej gromady Ludwina przyłączono obszar zniesionej gromady Kuczków w tymże powiecie.
W 1965 gromada miała 20 członków GRN.
4 lipca 1968 gromadę zniesiono, a jej obszar włączono do nowo utworzonych gromad: Pleszew (miejscowości Cieśle, Dobranadzieja i Zielonałąka) i Sowina Błotna (miejscowości Borucin, Janków, Kuczków i Ludwina) w tymże powiecie.